# بنكيو (شركة)
بنكيو (بالإنجليزية: BenQ)‏ (بالصينية:明基電通股份有限公司) هي شركة رائدة في تصنيع الإلكترونيات واجهزة اتصالات تحت اسم (بنكيو)، وهو اختصار لعبارة "Bringing Enjoyment N Quality to life" والتي تعني «إضفاء الحيوية والجودة على الحياة». يقع المقر الرئيسي للشركة في تايبيه، وتدير الشركة خمسة مكاتب فرعية في آسيا والمحيط الهادي وأوروبا والصين وأمريكا اللاتينية وأمريكا الشمالية، وتوظف أكثر من 1300 فرد. توجد العلامة التجارية "BenQ" في أكثر من 100 دولة حول العالم.